# Tontelea leptophylla
Tontelea leptophylla är en benvedsväxtart som beskrevs av Albert Charles Smith. Tontelea leptophylla ingår i släktet Tontelea och familjen Celastraceae. Inga underarter finns listade.